# ゲイリー・ブレイン
ゲイリー・クリフォード・デニス・ブレイン（Gary Clifford Dennis Brain, 1943年8月12日 - 2015年4月20日）は、ニュージーランドの指揮者。
パーマストンノースの生まれ。4歳からピアノ、10歳ごろからトランペットとホルン、13歳ごろからティンパニを習う。またマナワツ・ユース管弦楽団に創立メンバーとして参加したり、ニュージーランド国立ユース管弦楽団に加わったりして音楽経験を積んだ。18歳の時に奨学金を得てベルリンに留学し、ヴェルナー・テーリヒェンにティンパニ、ボリス・ブラッヒャーに音楽理論を学んだ。またブラッヒャーの計らいにより、ヨーゼフ・カイルベルト、オイゲン・ヨッフムやラファエル・クーベリック等から指揮法を教わり、ロリン・マゼールのレッスンも受けた。その後、BBCトレーニング管弦楽団、ウェールズ・ナショナル管弦楽団、アルスター管弦楽団やコヴェントガーデン王立歌劇場管弦楽団等の打楽器奏者を経て、1970年からニュージーランド放送協会交響楽団の首席ティンパニ奏者となった。また、1970年にはインディアナ大学で音楽学の学士号、1990年には同大学で心理学の修士号をそれぞれ取得している。1989年に飛行機内で頭上の荷物が落下して右手首を骨折したことで打楽器奏者として活動できなくなったため、1990年から指揮者として活動をはじめ、ヨーロッパ各地のオーケストラに客演を重ねた。
パリにて死去。